# クリスティーナ・ローマー
クリスティーナ・ダックワース・ローマー（英語: Christina Duckworth Romer、1958年12月25日 - ）は、アメリカ合衆国の経済学者。
カリフォルニア大学バークレー校の教授であり、専門はマクロ経済学、税制である。2009年1月から2010年9月まで、大統領経済諮問委員会委員長を務めた。夫のデビッド・ローマーもカリフォルニア大学バークレー校教授である。

## 略歴
- 1958年 イリノイ州オールトンで生まれる。
- 1977年 オハイオ州カントンのグレンオーク高校（英語版）を卒業する。
- 1981年 ウィリアム・アンド・メアリー大学を卒業する（経済学、B.A.）。
- 1985年 マサチューセッツ工科大学（MIT）でPh.D.を取得。
- 1985年～1988年 プリンストン大学で助教授となる。
- 1986年 全米経済研究所（NBER）の大学研究者フェローとなる。
- 1988年～1990年 カリフォルニア大学バークレー校の准教授代理となる。
- 1990年～1993年 カリフォルニア大学バークレー校の准教授となる。
- 1993年～1997年 カリフォルニア大学バークレー校の教授となる。
- 1995年 経済史学会（英語版）の会員となる。
- 1997年～現在 カリフォルニア大学バークレー校の教授（Class of 1957-Garff B. Wilson Professor of Economics）となる。
- 2003年～現在 NBERの、景気日付委員会のメンバーと金融経済学プログラムの共同理事となる（2008年～2010年を除く）。
- 2006年 アメリカ経済学会の副会長となる。
- 2009年～2010年 バラク・オバマ大統領の大統領経済諮問委員会委員長となる。

## 授賞・名誉
- 2010年 ウィリアム・アンド・メアリー大学の公共サービス名誉博士となる。
- 2004年 アメリカ芸術科学アカデミーのフェローとなる。
- 1994年 カリフォルニア大学バークレー校の顕著な教授賞を受賞。

## 業績
- 初期の研究は、マクロ経済の不安定性や大恐慌の研究であった。
- 「2008年不況」について、ジャレッド・バーンスタイン（英語版）と共著で研究した。2009年1月のビデオ・プレゼンテーションで、ローマーは雇用創出プログラムの詳細を議論した。
- 2008年後半、仲間のローレンス・サマーズとピーター・リチャード・オルザグと共同でオバマ大統領に刺激策を提示した。ローマーは、生産ギャップを満たすためには1兆8000億ドルが必要と計算したが、サマーズは提案を拒絶し、1兆ドル法案は議会を通らないと恐れて選ばなかった。結局、オバマ政権は8000億ドルの法案を通過させた。

## 人事
- 2008年、夫デビッドがハーバード大学ケネディスクールの職を提供される一方、クリスティーナはハーバード大学経済学部への参加が予定された。しかし、ハーバード大学学長のドリュー・ギルピン・ファウストが彼女の人事に反対した。理由は、ニュークラシカルの中でのニュー・ケインジアン的傾向の反対、あるいはMITで訓練した者をハーバードに指名することの反対などが言われているが、学長の動機づけは不明なままである。

## 著作
- Reducing Inflation: Motivation and Strategy (co-edited with David H. Romer), University of Chicago press for NBER, 1997